# Bezdomovecká kolonie pod Hlávkovým mostem

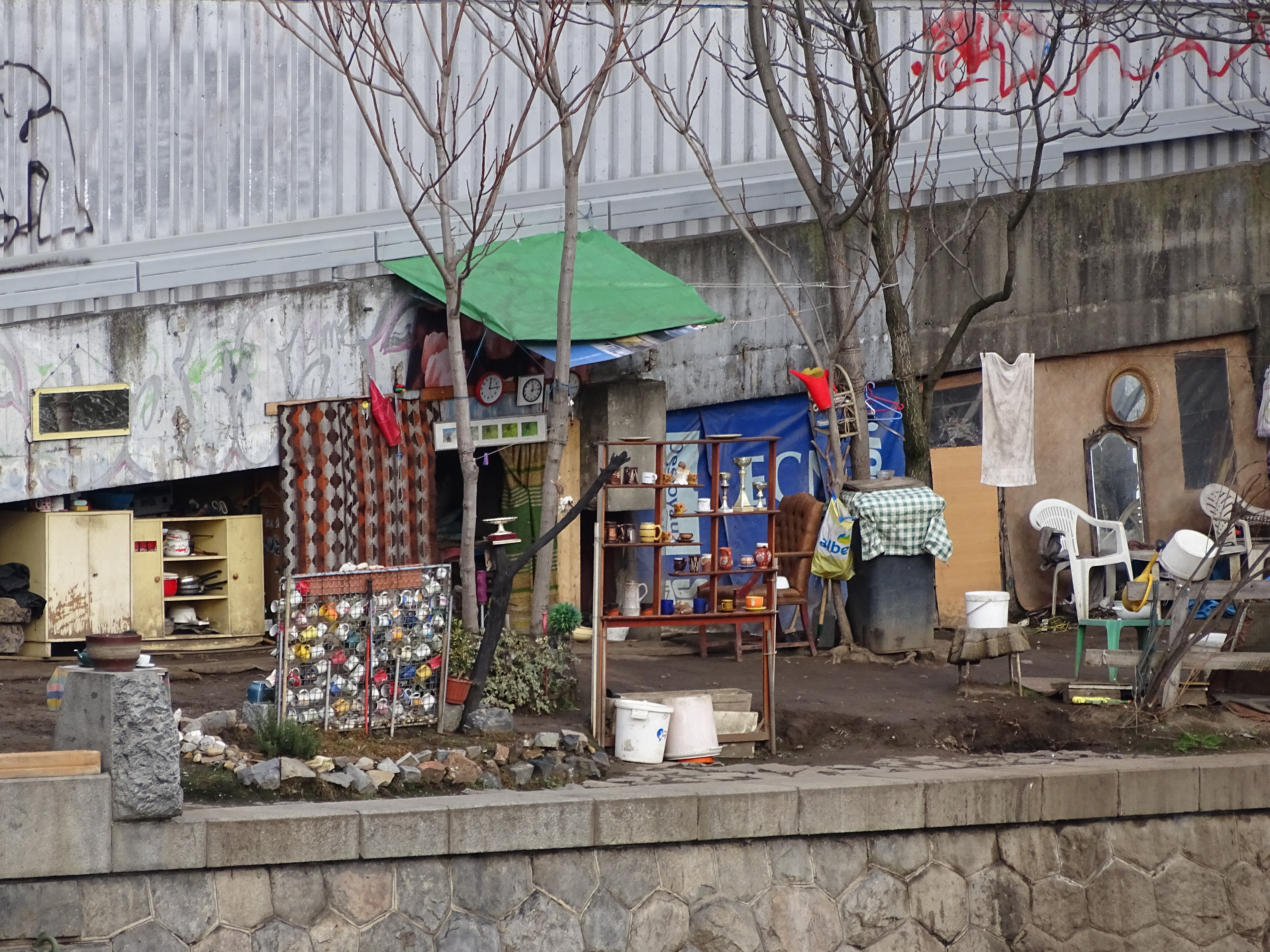
Část osídlení v únoru 2016

Bezdomovecká kolonie pod Hlávkovým mostem a Bubenským nábřežím v Praze-Holešovicích, označovaná též za vesničku, patří mezi nejznámější české kolonie bezdomovců, obývá ji 10 až 20 lidí. Ti si výklenky mezi pilíři šikmých ramp, které vedou z nábřežního chodníku k pěšímu podchodu pod mostem, nad několik metrů vysokou zdí navigace upravili na kóje a boudy, z nichž některé jsou i vybavené starším nábytkem; reportér TN.cz osadu přirovnal k ulici s řadovými domky bez čelních štítů. Nevede k ní přístupová cesta, je nutné přelézt zábradlí rampy; při pohybu v úzkém a svažitém terénu bez zábradlí bezdomovci opakovaně trpí úrazy při pádech do řeky, v říjnu 2010 dokonce jeden po dopadu na úzkou betonovou náplavku zemřel. V kolonii nejsou záchody a páchnou tam výkaly a moč. Několikrát byla městskými orgány zcela či zčásti násilně vyklízena, první zmiňované vyklizení se událo roku 2003.

## Historie
Kompletně násilně vyklizena byla kolonie v letech 2003 a 2009.
V srpnu 2009 web TV Nova psal o 13 členech „podmostní komunity, která za každých okolností drží při sobě“. Mezi sebe přijmou každého, kdo splňuje „základní bezdomovecké normy“, tj. hygienické návyky (měnit si ložní prádlo a udržovat pořádek) a společenské chování („neplést se do věcí, do kterých vám nic není“).
Podle iDNES.cz tvoří obyvatelstvo dvě skupiny; jedna je bezproblémová, složená z lidí, kteří se snaží si přivydělávat brigádami, a druhá konfliktní, charakterizovaná opilstvím a agresivitou, jejíž příslušníci často pobývají na prostranství u stanice metra Vltavská na druhé straně mimoúrovňové křižovatky, kde zejména do rekonstrukce na podzim 2010 byly stánky prodávající alkohol, nebo se naopak pod mostem skrývají, jde-li o hledané osoby. Tyto skupiny mívají vzájemné konflikty, které musí řešit městská policie. Dříve byly pod nábřežím dvě kolonie, avšak na konci května 2011 Technická správa komunikací hl. m. Prahy společně s městskou policií tu problémovější, v níž byli i celostátně hledaní lidé, vystěhovala (podle některých zpráv vystěhovala celou kolonii), nábytek a další majetek bezdomovců odvezla ve velkoobjemovém kontejneru do odpadu a místo dezinfikovala. Před zásahem zde bydlelo více než 20 lidí. Podobný úklid TSK provádí zhruba jednou do měsíce, ale bezdomovci se po čištění vždy okamžitě vracejí.
V červnu 2011 zde podle jednoho z obyvatel, který hovořil s redaktorem iDNES, žilo 11 bezdomovců ve věku od 30 let výše.
Český rozhlas přinesl reportáž z kolonie v době povodní v červnu 2013. Asi šedesátiletý bezdomovec pan Cína, který zde bydlel již šestý rok, mu popsal, že zde ve výklencích bydlí spolu s deseti dalšími lidmi a že zde každý má postel i plynovou bombu s vařičem. V místě mají i zahrádku, akvárium, prádelní šňůry a rádio a lidé chodí kolem, koukají na to a říkají, že je to tu hezké. Místo střeží dva hlídací psi, kteří hlídají, takže cizí člověk, kdyby se snažil přelézt plot, by podle pana Cíny dopadl asi špatně. V době povodní je policie na tři dny evakuovala o dvacet metrů dále, přímo do prostoru podchodu. Voda poničila pouze zahrádku, přímo do výklenků se nedostala.
1. února 2015 pod Hlávkův most přijely policejní hlídky řešit případ, kdy jeden bezdomovec napadl jiného kladivem, druhý se bránil polní lopatkou, oba byli pod vlivem alkoholu.
Kvůli kolonii zřídila městská policie v listopadu 2008 novou služebnu u stanice metra Vltavská. V květnu 2011 byla tato služebna rozšířena na centrální stanoviště pro Prahu 7.

## Pražský kontext

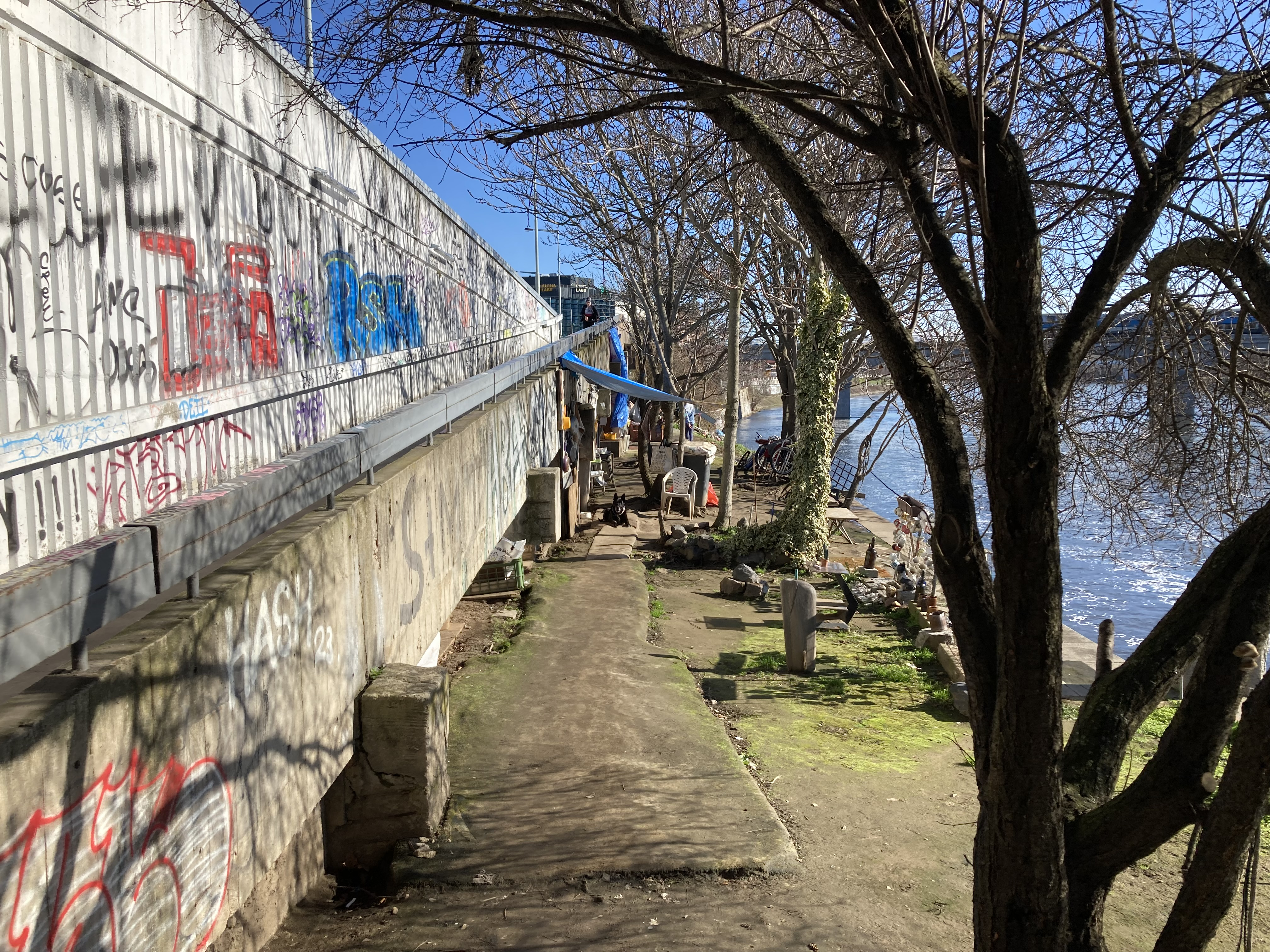
Přístupový bod (fotografie z února 2024).

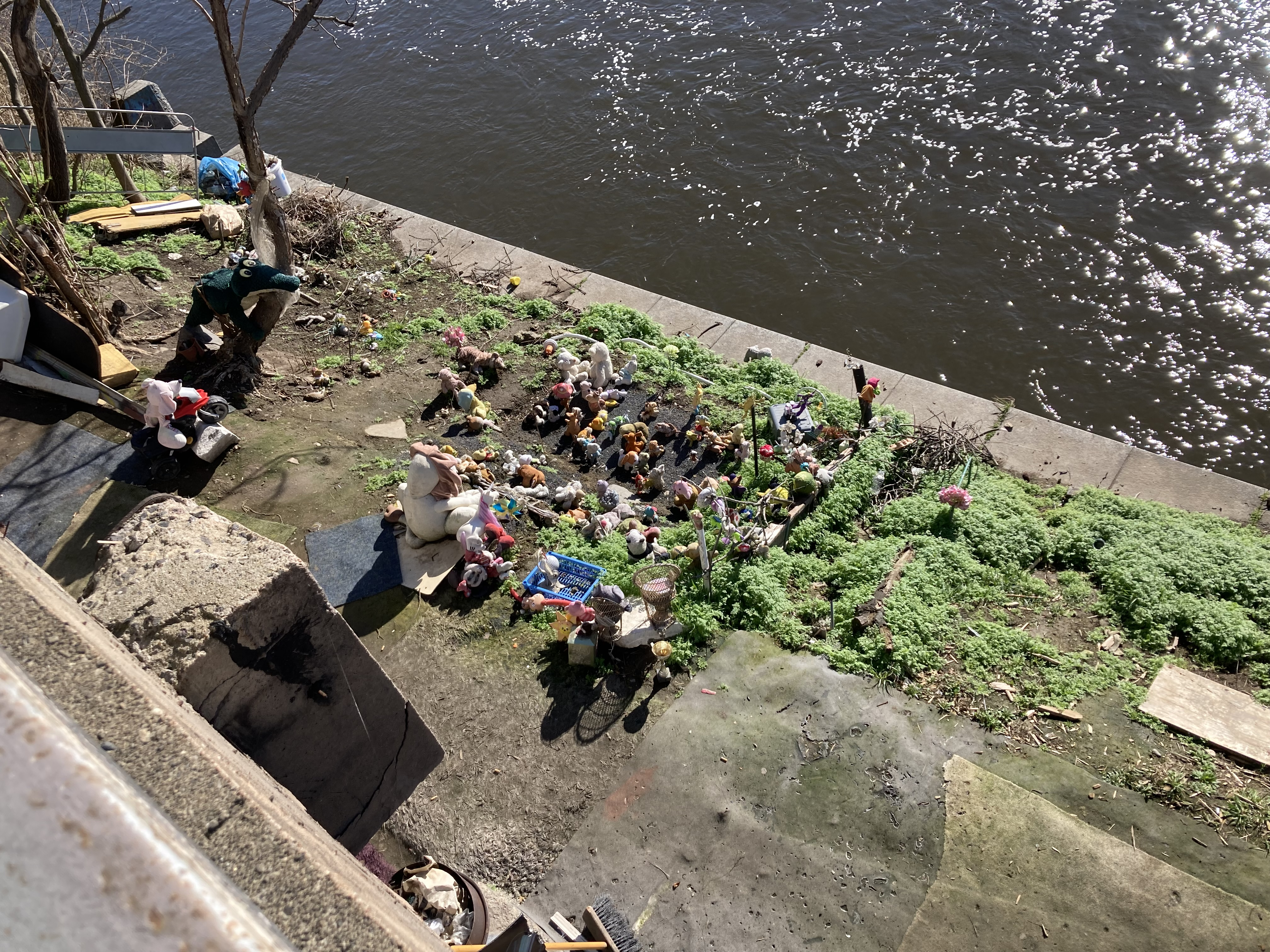
Obyvatelé si zdobí prostor tím "co ulice dala".

Asi 500 metrů proti proudu u Štefánikova mostu od 1. února 2007 dlouhodobě kotví ubytovací loď Hermes, která poskytuje bezdomovcům základní služby, v zimě na ní přespává každou noc mezi jednou a dvěma stovkami lidí. Na opačné straně v Tusarově ulici v dolních Holešovicích provozuje Armáda spásy pro bezdomovce Centrum sociálních služeb B. Bureše.
Menší kolonie bezdomovců existují na mnoha místech v Praze, například na několika místech pod Barrandovským mostem nebo pod holešovickým obloukem Libeňského mostu.
Radní hl. m. Prahy pro sociální oblast Jiří Janeček (ODS) se v červnu 2010 pokoušel prosadit tzv. Akční plán bezdomovectví zahrnující vystěhování bezdomovců z centra Prahy a zřízení stanového či chatkového sběrného tábora s názvem Centrum integrované pomoci někde na okraji města. Ačkoliv rada města v srpnu plán schválila, návrh se setkal s kritikou z hlediska lidských práv i praktického (například od pečovatelského občanského sdružení Dům Agapé, Naděje (občanské sdružení) nebo radních a zastupitelů Martina Langmajera, Petra Dolínka či nově zvoleného primátora Bohuslava Svobody) a nesouhlasem městských částí, v nichž by tábor mohl být umístěn (uvažovány byly Ďáblice u bývalé městské skládky, Malešice u spalovny a Jižní Město u Stříbrského ulice), v prosinci 2010 nové vedení města plán korigovalo a z tábora sešlo.